# 伊尔勒
伊尔勒（法語：Irles，法語發音：[iʁl]）是法国上法蘭西大區索姆省的一个市镇，属于佩罗讷区。

## 地理
伊尔勒（50°5'58"N, 2°45'13"E）面积5.38 平方千米，位于法国上法蘭西大區索姆省，该省份为法国北部沿海省份，北起加来海峡省和北部省，西接滨海塞纳省和大西洋英吉利海峡，南至瓦兹省，东临埃纳省。
与伊尔勒接壤的市镇（或旧市镇、城区）包括：小阿谢、皮村、格雷维莱、米罗蒙。

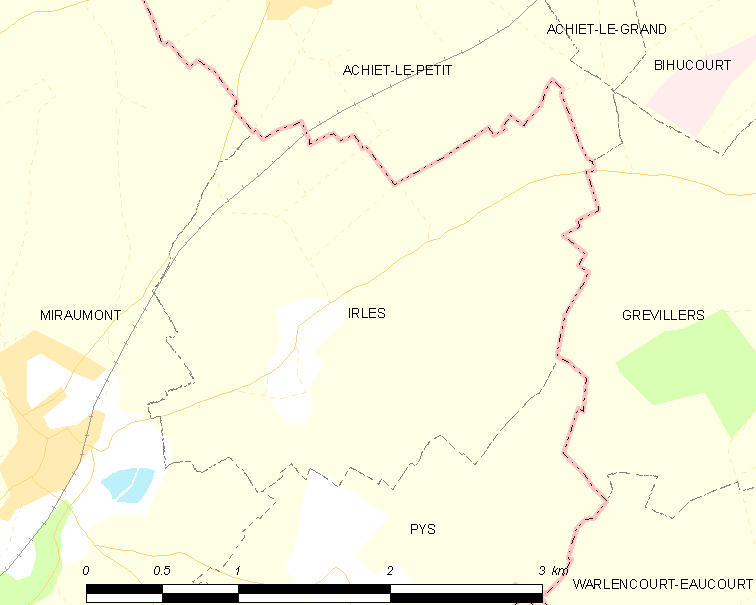
伊尔勒的OSM定位图

伊尔勒的时区为UTC+01:00、UTC+02:00（夏令时）。

## 行政
伊尔勒的邮政编码为80300，INSEE市镇编码为80451。

## 政治
伊尔勒所属的省级选区为阿尔贝县。

## 人口

1962-2008年间伊尔勒人口变化图示

伊尔勒于2022年1月1日时的人口数量为120人。